# Fujimura Tomomi
Fujimura Tomomi (藤村 智美, sinh ngày 30 tháng 5 năm 1978) là một cựu cầu thủ bóng đá nữ người Nhật Bản.

## Đội tuyển bóng đá nữ quốc gia Nhật Bản
Fujimura Tomomi thi đấu cho đội tuyển bóng đá nữ quốc gia Nhật Bản từ năm 1997 đến 2002.

## Thống kê sự nghiệp
| Nhật Bản  | Nhật Bản | Nhật Bản |
| Năm       | Trận     | Bàn      |
| --------- | -------- | -------- |
| 1997      | 1        | 0        |
| 1998      | 0        | 0        |
| 1999      | 6        | 0        |
| 2000      | 6        | 0        |
| 2001      | 4        | 1        |
| 2002      | 3        | 0        |
| Tổng cộng | 20       | 1        |